# Герцог Гордон
Герцог Гордон — наследственный титул в пэрстве Шотландии и пэрстве Соединенного Королевства.
Герцогский титул, названный в честь клана Гордон, был впервые создан в пэрстве Шотландии 3 ноября 1684 года для Джорджа Гордона (1643—1716), 4-го маркиза Хантли (1653—1716). Он получил титулы: герцог Гордон, маркиз Хантли, граф Хантли и Энзи, виконт Инвернесс и лорд Стратейвон, Балморе, Охиндун и Кинкардин.
2 июля 1784 года для Александра Гордона, 4-го герцога Гордона, был создан титулы графа Норвича в графстве Норфолк и барона Гордона из Хантли в графстве Глостер (пэрства Великобритании). Основной родовой резиденцией рода был замок Гордон. В 1836 году род герцогов Гордон угас вместе со всеми титулами, созданными в 1684 и 1784 годах.
Большая часть имений герцогов Гордон перешла во владение к Чарльзу Гордону-Ленноксу, 5-му герцогу Ричмонду (1791—1860), сыну леди Шарлотты Гордон, старшей сестры Джорджа Дункана Гордона, 5-го герцога Гордона. Резиденция герцогов Ричмондов находилась в Гудвуд-хаусе в Суссексе.
В 1876 году Чарльз Гордон-Леннокс, 6-й герцог Ричмонд (1818—1903), старший сын и преемник Чарльза Гордона-Леннокса, получил в пэрстве Соединенного Королевства титулы герцога Гордона из замка Гордон в Шотландии и графа Кинрара в графстве Инвернесс. Таким образом Гордоны-Ленноксы стали обладателями четырех герцогских титулов (Ричмонд, Леннокс, Гордон и д’Обиньи), что больше, чем у любого другого рода в Соединенном Королевстве.

## Герцоги Гордон, первая креация, (1684)
Другие титулы: маркиз Хантли (1599), маркиз Хантли (1684), граф Хантли (1445), граф Энзи (1599), граф Хантли и Энзи, виконт Инвернесс (1684), лорд Гордон из Баденоха (1599), лорд Баденох, Лохабер, Стратейвон, Балморе, Охиндун и Кинкардин (1684)
- Джордж Гордон, 1-й герцог Гордон (1649—1716), до 1684 года маркиз Хантли
- Александр Гордон, 2-й герцог Гордон (ок. 1678—1728), единственный сын 1-го герцога
- Козмо Джордж Гордон, 3-й герцог Гордон (ок. 1720—1752), старший сын 2-го герцога

Другие титулы (с 4-го герцога): граф Норвич и барон Гордон из Хантли в графстве Глостер (1784) и барон Мордаунт (1529)
- Александр Гордон, 4-й герцог Гордон (1743—1827), старший сын 3-го герцога
- Дункан Джордж Гордон, 5-й герцог Гордон (1770—1836), старший сын 4-го герцога

## Герцоги Гордон, вторая креация (1876)
Другие титулы: герцог Ричмонд (1675), герцог Леннокс (1675), граф Марч (1675), граф Дарнли (1675), граф Кинрара в графстве Инвернесс (1876), барон Сеттрингтон в графстве Йорк (1675) и лорд Торболтон (1675)
- Чарльз Генри Гордон-Леннокс, 6-й герцог Ричмонд, 6-й герцог Леннокс, 1-й герцог Гордон (1818—1903), старший сын 5-го герцога Ричмонда, племянник 5-го герцога Гордона
- Чарльз Генри Гордон-Леннокс, 7-й герцог Ричмонд, 7-й герцог Леннокс, 2-й герцог Гордон (1845—1928), старший сын 6-го герцога
- Чарльз Генри Гордон-Леннокс, 8-й герцог Ричмонд, 8-й герцог Леннокс, 3-й герцог Гордон (1870—1935), старший сын 7-го герцога
  - Чарльз Генри Гордон-Леннокс, лорд Сеттрингтон (1899—1919), старший сын 8-го герцога (носил титул графа Марча), умер бездетным
- Фредерик Чарльз Гордон-Леннокс, 9-й герцог Ричмонд, 9-й герцог Леннокс, 4-й герцог Гордон (1904—1989), второй сын 8-го герцога
- Чарльз Генри Гордон-Леннокс, 10-й герцог Ричмонд, 10-й герцог Леннокс, 5-й герцог Гордон (1929 — 1 сентября 2017), старший сын 9-го герцога
- Чарльз Генри Гордон-Леннокс, 11-й герцог Ричмонд, 11-й герцог Леннокс, 6-й герцог Гордон (род. 1955), единственный сын 10-го герцога
  - наследник: Чарльз Генри Гордон-Леннокс, граф Марч и Кинрара (род. 1994), старший сын 6-го герцога Гордона.